# Im Sang-soo
Im Sang-soo (Seul, 27 aprile 1962) è un regista cinematografico e sceneggiatore sudcoreano.

## Biografia
Nato a Seul, ha studiato Sociologia all'Università Yonsei prima di entrare nell'Accademia Coreana di arte cinematografica (KAKA) nel 1989. Ha iniziato a lavorare nello stesso anno come assistente alla regia di Park Jeong-won. Nel 1998 realizza il suo primo lungometraggio da regista, Chunyudleui jeonyuksiksah, un film che riguarda tre donne. Nel 2000 ha sceneggiato un film-documentario senza attori protagonisti tra gli adolescenti senza fissa dimora del quartiere di Garibong-dong. Con La moglie dell'avvocato ha partecipato alla 60ª Mostra internazionale d'arte cinematografica di Venezia nel 2003. Nel 2005 ha realizzato un altro film controverso, riguardante l'assassinio del presidente Park Chung-hee. Il film, presentato al Festival di Cannes 2005 nella sezione Quinzaine des Réalisateurs, è stato in parte censurato dal tribunale coreano, nonostante si basasse su fatti realmente accaduti. La sentenza è stata ribaltata nell'agosto 2006 con la motivazione relativa al "diritto di libertà di parola per la rappresentazione di figure storiche pubbliche". L'edizione in DVD del 2005 presenta una schermata nera nella parte rimossa del film.
Il quinto film è Orae-doen jeongwon, uscito nelle sale nell'autunno 2006. Nel 2010 realizza The Housemaid, in concorso al Festival di Cannes 2010. Nel 2011 ha vinto il Fantasporto. Anche nel 2012 partecipa al Festival di Cannes 2012 con Do-nui mat .

## Filmografia

### Regista e sceneggiatore
- Chunyudleui jeonyuksiksah (1998)
- Nunmul (2000)
- La moglie dell'avvocato (Baramnan gajok) (2003)
- The President's Last Bang (Geuddae geusaramdeul) (2005)
- Orae-doen jeongwon (2006)
- The Housemaid (Hanyo) (2010)
- Don-ui mat (2012)
- Vidigal, episodio di Rio, eu te amo (2014)
- Na-ui jeolchin akdangdeul (2015)
- Heaven: Haengbog-ui nararo (2021)

### Attore
- Peullandaseu-ui gae, regia di Bong Joon-ho (2000)